# Liberális kereszténység
A liberális kereszténység vagy más néven liberális teológia és történelmileg keresztény modernizmus (→ katolikus modernizmus) a liberalizmus hatására különféle, bibliai ihletésű filozófiai és vallási mozgalmak és eszmék gyűjtőneve. 
Olyan gyűjtőkategória, ahol a keresztény tanítást a modern tudás, tudomány és etika figyelembevételével értelmezik. Hangsúlyozzák az értelem és a tapasztalat fontosságát a keresztény tanítási tekintéllyel szemben.
Általánosságban elmondható, hogy a liberális kereszténység a hermeneutika módszere, egy dogmamentes módszer Isten megértésére a szentírás segítségével, és ugyanazt a modern hermeneutikát alkalmazva, amelyet az ókori írások tanulmányozására használtak. A liberális kereszténység nem vallási szervezetként jött létre, és mint ilyen, nem függ semmilyen egyházi dogmától vagy vallási hitvallástól. Ellentétben a konzervatív kereszténység ágaival (katolicizmus, protestantizmus vagy ortodox kereszténység), a liberális kereszténység nem az egységes hitrendszerrel kezdődött. A liberális keresztények kezdettől fogva a felvilágosodás módszertanát választották a Biblia, az élet, a hit és a teológia értelmezésének alapjaként.

## Történet
A protestáns teológián belül, a 18. század végétől, de főleg a 19. század során, Németországban alakult ki. Egy formája a hitigazságokat csupán a szubjektív hit objektivációjának tekinti (F. Schleiermacher és A. Ritschl hatására).
A liberális kereszténység katolikus formái a 19. század végétől (→ katolikus modernizmus), majd újabb, gnosztikus, teozófikus irányzatok a 20. század elejétől (→ liberális katolicizmus) jelentek meg. 
A liberális teológia befolyása a 20. században más irányzatok megszületésével párhuzamosan csökkent. 
Egyik folytatása a vallástörténeti iskola   (német: Religionsgeschichtliche Schule), amely a Göttingeni Egyetem egyháztörténészeinek körében született és a történelmi kritika módszereit használta, a kritikának egy olyan ágát, amely az ókori szövegek eredetét kutatja, hogy megértse "a szöveg mögötti világot". Összehasonlította a kereszténységet más vallásokkal, és egy vallásnak tekintette a többi között, és elutasította az abszolút igazságra vonatkozó állításait.
A 21. századra a liberális teológia ökumenikus hagyománnyá vált.

## Jellemzők
A mozgalmat, amelynek gyökerei Friedrech Schleiermacher teológiai gondolkodásában rejlenek, a következők jellemzik:
- a nézőpontok sokszínűsége
- a Biblia átfogó kritikájának elfogadása, valamint a bibliai történetek természetfeletti elemeinek megkérdőjelezése (pl. szűztől születés)
- a Biblia szó szerinti értelmezésének és tévedhetetlenségének elutasítása
- a szabadság, hogy megalkothassa Istenről saját személyes nézőpontját
- a túlvilágról való más nézetek, mint amit a konzervatív keresztények képviselnek (pl. a Sátán és a pokol létezésének tagadása)
- a befogadó hovatartozás és a közösség egyenlőségének hangsúlyozása (faji, nemi és nemzeti)
- gyakran elfogadnak olyan szempontokat, amelyeknek nem keresztény gyökerei vannak
- ötvözik a teológiát a modern tudományos nézetekkel
- liberális „megengedőség” számos erkölcsi kérdésben (pl. azonos neműek kapcsolata, női papság, abortusz, eutanázia stb.).

## Nevezetes képviselői
Nevezetes teológusok és szerzők:

### Protestánsok és anglikánok
- Friedrich Schleiermacher (1768–1834), akit gyakran „a liberális teológia atyjának” neveznek,[5]
- Charles Augustus Briggs (1841–1913), az Union Theological Seminary professzora, a Biblia kritikájának korai szószólója.
- Henry Ward Beecher (1813–1887), amerikai prédikátor, aki maga mögött hagyta apja, Lyman Beecher kálvinista nézeteit, hogy helyette a liberális kereszténységet hirdesse.
- Adolf von Harnack (1851–1930), német teológus és egyháztörténész,
- Charles Fillmore (1854–1948), Emerson által befolyásolt keresztény misztikus; a Unity Church társalapítója
- Hastings Rashdall (1858–1924), angol filozófus, teológus és anglikán pap, a Doctrine and Development (1898) szerzője.
- Walter Rauschenbusch (1861–1918) a „Theology for the Social Gospel” szerzője
- Harry Emerson Fosdick (1878–1969),
- Rudolf Bultmann (1884–1976), német bibliatudós, liberális keresztény teológus,[6] de inkább egzisztencialista volt, mint "liberális", ahogyan Jézus gyógyításainak szembeni védelmével a ""A szinoptikus hagyomány története"" című művében világossá teszi.
- Paul Tillich (1886–1965), a liberális kereszténység meghatározó alakja; a liberális protestáns teológiát szintetizálta az egzisztencialista filozófiával, de később a „neo-ortodoxok” közé sorolták.
- Leslie Weatherhead (1893–1976), angol prédikátor,
- James Pike (1913–1969), az Episzkopális Egyház püspöke, korai televíziós prédikátor
- Lloyd Geering (sz. 1918), új-zélandi teológus,
- Paul Moore, Jr. (1919–2003), az Episzkopális Egyház püspöke a a New York-i egyházmegyében
- John AT Robinson (1919–1983), Woolwich anglikán püspöke, a Honest to God szerzője;
- John Hick (1922–2012), brit vallásfilozófus és liberális teológus a megtestesülés elutasításáról, valamint a vallási pluralizmus vagy a non-exkluzivizmus támogatásáról ismert, amint azt a The Myth of God incarnate című befolyásos munkájában kifejtette,
- William Sloane Coffin (1924–2006), a New York-i Riverside Church vezető személye [7]
- Christopher Morse (szül. 1935),
- John Shelby Spong (1931-2021), az Episzkopális Egyház püspöke és olyan könyvek szerzője, mint a New Christianity for a New World (Új kereszténység egy új világért), amelyben arról írt, hogy elutasítja a történelmi keresztény hitet, Isten hagyományos felfogását vagy a keresztény túlvilágképet;
- Richard Holloway (sz. 1933), Edinburgh püspöke, 1986 és 2000 között,
- Rubem Alves (1938–2014), volt brazil presbiteriánus, a felszabadítási teológiai mozgalom meghatározó alakja.
- Matthew Fox (sz. 1940), a Domonkos-rend egykori római katolikus papja; a Creation Spirituality alapítója.
- Marcus Borg (1942–2015) amerikai bibliatudós, termékeny író,
- Robin Meyers (sz. 1952) Krisztus Egyesült Egyházának lelkésze, a Saving Jesus from the Church című könyv szerzője,
- Michael Dowd (sz. 1958) természettudós teológus,

### Római katolikusok
- Thomas Berry (1914–2009), amerikai pap, kultúrtörténész,
- Hans Küng (1928-2021), svájci teológus, a II. vatikáni zsinat fontos teológusa; 1979-ben az egyház visszavonta a katolikus teológia tanítására vonatkozó engedélyét,
- John Dominic Crossan (sz. 1934), volt katolikus pap, Újszövetség-tudós,
- Elisabeth Schüssler Fiorenza (született 1938) német feminista teológus, a Harvard Divinity School egykori professzora

### Unitáriusok
- William Ellery Channing (1780–1842), unitárius liberális teológus az Egyesült Államokban,
- Scotty McLennan (sz. 1948) unitárius univerzalista miniszter, író, a Stanford Egyetem professzora.